# Ombre sul palcoscenico
Ombre sul palcoscenico (I Could Go on Singing) è un film del 1963 diretto da Ronald Neame.

## Trama
Jenny Bowman, una cantante di successo, si trova a Londra per una serie di concerti. Nell'occasione, fa visita al chirurgo David Donne, da poco rimasto vedovo e con il quale più di dieci anni prima aveva avuto una relazione e un figlio, Matt, cresciuto dal solo David. Jenny chiede all'uomo di permetterle di vedere il ragazzo almeno una sola volta, promettendo di non rivelargli di essere sua madre. Nei giorni successivi, David deve recarsi a Roma per motivi di lavoro. Assente l'uomo, Jenny riesce a trascorrere alcuni giorni con il figlio. Al ritorno da Roma, David e Jenny hanno un aspro litigio, udito da Matt, che scopre la verità. La frattura tra Jenny e David sembra insanabile, ma un incidente che mette a repentaglio la vita della cantante servirà a riavvicinare e riunire i tre in una vera famiglia.